# Fernando de Almada, 2.º conde de Avranches
Dom Fernando de Almada (c. 1438) (que em novo se chamou D. Fernando de Abranches), escudeiro fidalgo (1475) e  5.º senhor dos Lagares d´El-Rei.
Quando seu famoso pai D. Álvaro Vaz de Almada foi morto em desgraça na batalha de Alfarrobeira, D. Fernando era ainda era uma criança muito pequena e seu avô materno estava nas boas graças de D. Afonso V de Portugal, nesse sentido nem ele nem sua mãe sentiram qualquer necessidade de se exilarem em Espanha, como fez seu irmão mais velho D. João de Almada e Abranches.
Na verdade, mesmo depois desse histórico momento e tendo saído o território de Avranches das mão do Reino da Inglaterra para o Reino da França, mesmo assim, terá recebido o mesmo título de conde de Abranches autorizada por este último reino. O 2º depois que seu pai foi o 1.º. Há quem diga que foi o último e que terá sido dado por Luís XI de França a pedido do referido monarca português, D. Afonso V, em 10 de Novembro de 1476, no seu encontro no Palácio Real de Tours.
Em terras portuguesas exerceu igualmente os cargos de Capitão-Mor do Mar ou Capitão-Mor da Frota (Real), de Arrabiado-mor e de Conselheiro do mesmo rei.
Terá sido um dos primeiros vinte e sete cavaleiros a receber a Ordem da Torre e Espada.

## Dados históricos
Casou em 1463, antes de 13 de Julho, mas, por contrato aprovado por El-Rei D. Afonso V só em 24 de Setembro.
Casou por dote e arras e não em carta de metade, conforme era costume e usança dos Reinos, levando sua mulher D. Constança como dote cinco mil coroas, dadas por El-Rei e mais para ajuda do dito dote, mil e quinhentas coroas, dadas por sua mãe D. Brites ou Beatriz de Noronha e ainda, outras mil e quinhentas, por sua tia D. Constança de Noronha, Duquesa de Bragança, ambas netas de Enrique II rei de Castela e da princesa Dona Isabel de Portugal.
Não foi porém só este valor o dote que D. Constança de Noronha e Almada trouxe para o casal. Por virtude do seu casamento, foi por ela ainda que o Senhorio dos Lagares d’El-Rei passou à posse da Casa Almada.
Segundo Pinheiro Chagas, D. Afonso V gastou com os casamentos de seus vassalos, uma soma superior a 600.000 coroas.
Existe no arquivo da Casa Almada, uma escritura de D. Fernando e sua mulher D. Constança de Noronha e Almada, que compraram em 27 de Junho de 1467, a Nuno Barbudo, fidalgo da casa d’El-Rei, e sua mulher Beatriz Simões, umas casas que eram possuidores, às Portas de Santo Antão.
Não sabemos se a família já teria outras, mas provavelmente, foram estas que deram origem ao Palácio Almada no Rossio, que através dos tempos foi sofrendo alterações, para dar o que hoje chamam Palácio da Independência.
Terá participado na Batalha de Toro.
Precisamente terá sido, conforme de lê em Rui de Pina, quando D. Fernando d'Almada, fez parte da comitiva de D. Afonso V, quando este se deslocou a França para solicitar a Luiz XI, a colaboração nas lutas de sucessão de Joana, a Beltraneja, filha de Henrique IV, ao trono de Castela.
Na corografia de Pe. Carvalho, A. B. Freire e Oliveira Martins no "Príncipe Perfeito" diz: "D. Fernando foi feito Conde de Avranches, por Luís XI de França em 1476, estando já a Normandia em poder desta Coroa".
Este título anteriormente, tinha sido dado a seu pai D. Álvaro Vaz de Almada, por Henrique VI de Inglaterra a 4 de Agosto de 1445, quando a Normandia era um Ducado Inglês. A. B. Freire, nos "Brasões da Sala de Sintra" liv. 3º pg. 325 e seg., diz: "encontro porém uma carta mandada passar por D. João, por graça de Deus, Príncipe primogénito herdeiro dos Reinos de Portugal e dos Algarves, em 7 de Maio de 1478, pela qual declara ter mandado ora assentar em seus livros a D. Fernando d'Almada, Conde de Avranches, e quer que tenha de seu assento em cada ano, desde o 1º de Janeiro passado em diante 102.864 reais brancos. Esta carta encontra-se transcrita na de confirmação do referido assentamento ao mesmo Conde em 18 de Março de 1489, está registada, só por si no liv. 1º do Cartório de Santiago, fls. 135".
Mas já 1 de Setembro de 1463, este rei tinha doado a este seu fidalgo régio, mencionando-o conde de Abranches e capitão do reino de Portugal", "enquanto sua mercê for, as rendas da judiaria da vila de Santarém bem como do almoxarifado dessa vila".
Em 12 de Novembro de 1469, o mesmo D. Afonso V privilegia o D. Fernando, seu conselheiro régio e capitão-mor do mar, concedendo-lhe licença para poder nomear na cidade do Porto, um alcaide do mar.
Na verdade, é nessa qualidade de capitão régio, que em 19 de Julho de 1463 D. Afonso V faz-lhe a doação da renda do sisão dos judeus do reino, da mesma forma que a possuíra seu pai.
Num artigo do jornal do O Comércio do Porto, de 3 de julho de 1902 por Silex, intitulado "O Camareiro" diz: "Foram também, confirmados os bens da coroa que seu Pai houvera".
Esteve presente na aclamação do rei D. João II, confirmado pelo seu auto, em 1 de Setembro de 1481.
A. B. Freire, nos "Brasões da Sala de Sintra" liv. 3º fls. 352 e seguintes, cita Chancelaria de D. Manuel, liv. 34 fls. 47 V dizendo: "morreu nas proximidades de 29 de Abril de 1496, em que se andava confirmando a casa de filho".

## Dados genealógicos[18]
D. Fernando de Almada (2º Conde de Avranches).
Filho de:
- D. Álvaro Vaz de Almada, 1º conde de Abranches e de sua 2.ª mulher D. Catarina de Castro (casados em 1442) que depois casou com D. Martinho de Ataíde, 2º conde de Atouguia.

Casou com: D. Constança de Noronha, 5ª senhora dos Lagares d’El-Rei, "donzela da princesa Santa Joana e «sobrinha d'El-Rei»", filha de Ruy Vaz Pereira, 4º senhor dos Lagares d’El-Rei, senhor de Cabeceiras de Basto, etc., e de D. Beatriz de Noronha, camareira-mor da rainha de Castela (D. Joana de Portugal) e por sua vez filha de D. Afonso Henriques, conde de Gijón e Noronha, filho de Henrique II de Castela e da infanta Isabel de Portugal.
Tiveram:
1. D. Pedro de Almada, que morreu solteiro.
2. D. Antão de Almada, casado com D. Maria de Menezes.
3. D. Isabel de Noronha casada com António de Furtado de Mendonça, o "Chús", comendador de Veiros, Serpa, Cano e Moura, na Ordem de Aviz,[20], senhor de Marateca (Palmela)[21], filho de Nuno Furtado de Mendonça, aposentador-mor do Reino.[22]

Filha natural (desconhecendo-se a sua mãe): 
- Branca ou Beatriz Fernandes de Abranches (c. 1459 - c. 1500), casada com Diogo Afonso (c. 1453 - c. 1520, sepultado na Igreja de São Julião de Mangualde), Fidalgo da Casa Real, 1º senhor da casa de Mangualde, etc.[23][24]